# José Morales (football, 1910)
Pour les articles homonymes, voir José Morales (homonymie).
José Morales, né à Lima au Pérou le 15 mars 1910 et mort le 2 novembre 1944, est un footballeur péruvien des années 1930 qui jouait au poste d'ailier gauche. 

## Biographie

### Carrière en club
Provenant du Ciclista Lima, José Morales – surnommé Chicha ou El cholo – connaît la consécration au sein de l'Alianza Lima, club où il remporte trois championnats du Pérou consécutifs en 1931, 1932 et 1933. 

### Carrière en équipe nationale
International péruvien, José Morales reçoit 10 sélections en équipe nationale de 1935 à 1938. Il fait partie de l'équipe qui dispute les Jeux olympiques de 1936 à Berlin. Il participe à deux championnats sud-américains, en 1935 au Pérou et 1937 en Argentine. Enfin, il est vainqueur avec le Pérou des Jeux bolivariens de 1938 en Colombie.

## Palmarès
| Alianza Lima - Championnat du Pérou (3) : - Champion : 1931, 1932 et 1933. |  | Pérou - Jeux bolivariens (1) : - Vainqueur : 1938. |